# Calotropis procera
Bồng bồng quý, bồng bồng lá nhỏ, bông bông núi, bòng bòng quí (danh pháp khoa học: Calotropis procera) là một loài thực vật có hoa trong họ La bố ma. Loài này được (Aiton) Dryand. mô tả khoa học đầu tiên năm 1811.

## Hình ảnh

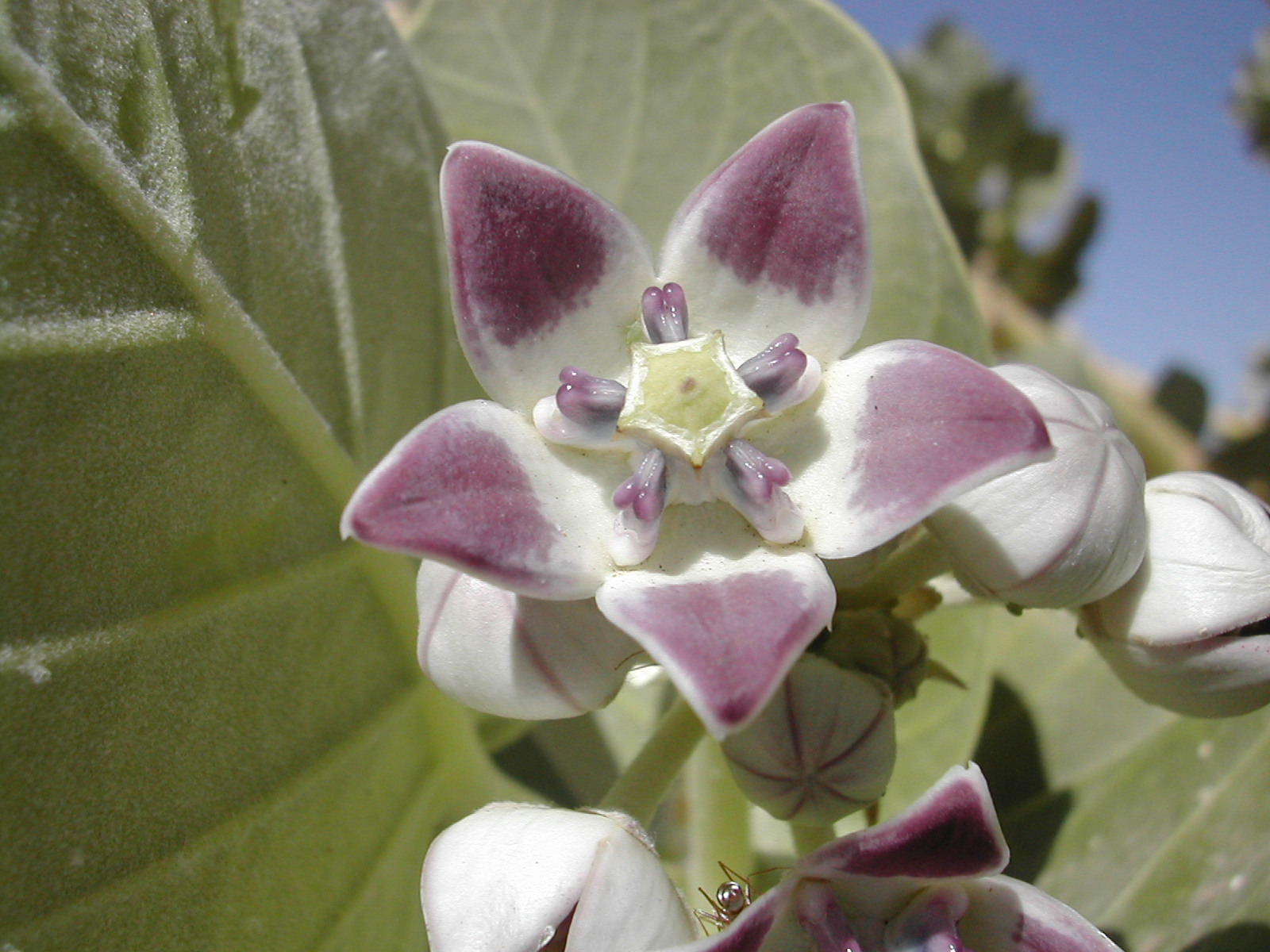
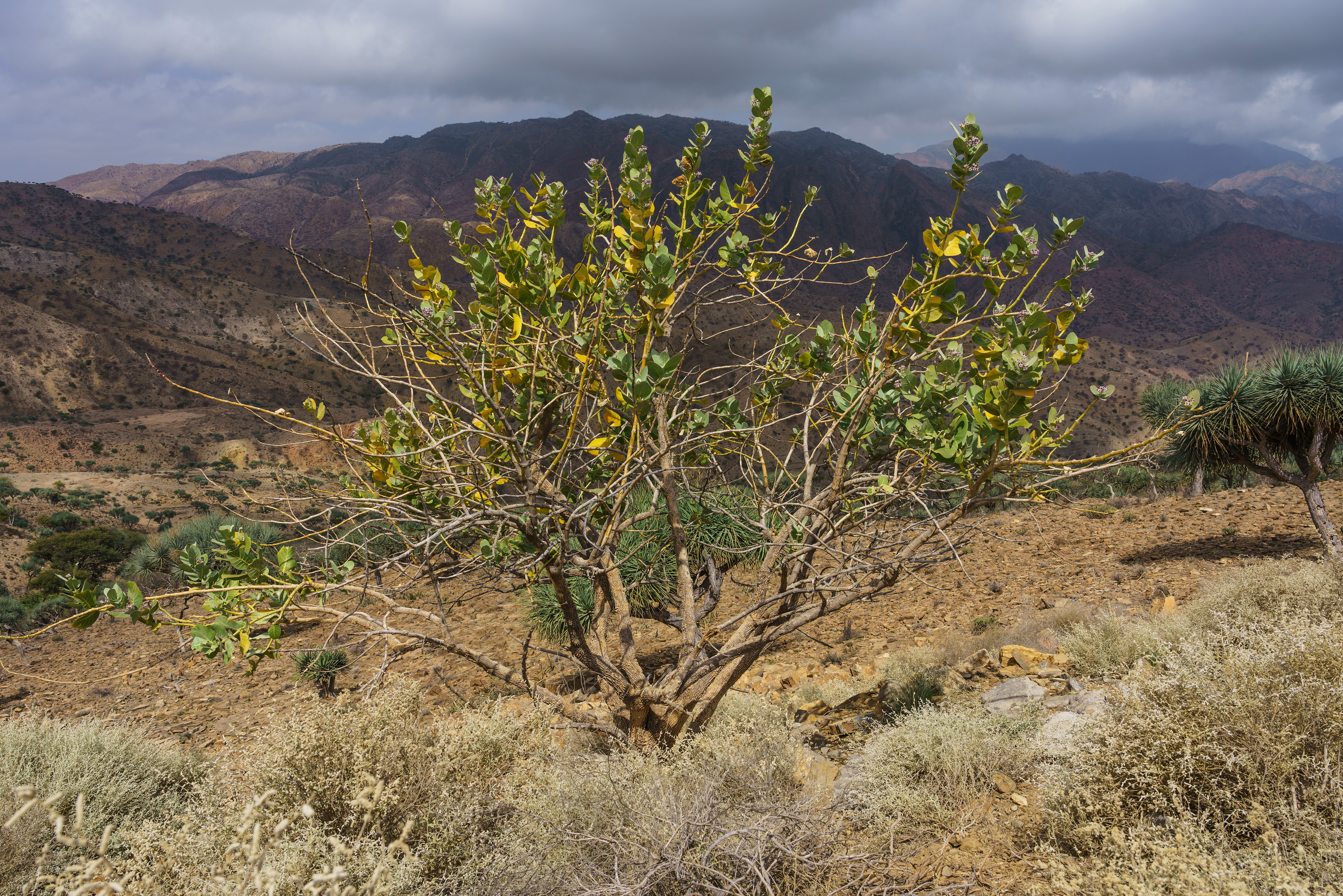